# Puccinia scleriae
Puccinia scleriae är en svampart som först beskrevs av Pazschke, och fick sitt nu gällande namn av Joseph Charles Arthur 1917. Puccinia scleriae ingår i släktet Puccinia och familjen Pucciniaceae.   Inga underarter finns listade i Catalogue of Life.